# Адміністративний устрій Марківського району
Адміністративний устрій Марківського району — адміністративно-територіальний устрій Марківського району Луганської області на 1 селищну раду та 8 сільських рад, які об'єднують 34 населені пункти та підпорядковані Марківській районній раді. Адміністративний центр — смт Марківка, яке є містом обласного значення та не входить до складу району.

## Список радМарківського району
| № | Назва                        | Центр           | Населені пункти                                                                                | Площа км² | Місце за площею | Населення (2001), осіб. | Місце за населенням |
| - | ---------------------------- | --------------- | ---------------------------------------------------------------------------------------------- | --------- | --------------- | ----------------------- | ------------------- |
| 1 | Марківська селищна рада      | смт Марківка    | смт Марківка с. Деркулове                                                                      |           |                 |                         |                     |
| 2 | Бондарівська сільська рада   | с. Бондарівка   | с. Бондарівка с. Курячівка с. Нова Україна                                                     |           |                 |                         |                     |
| 3 | Гераськівська сільська рада  | с. Гераськівка  | с. Гераськівка с. Рудівка с. Тернівка                                                          |           |                 |                         |                     |
| 4 | Кабичівська сільська рада    | с. Кабичівка    | с. Кабичівка с. Веселе с. Липове                                                               |           |                 |                         |                     |
| 5 | Краснопільська сільська рада | с. Красне Поле  | с. Красне Поле с. Височинівка с. Гераськівське с. Каськівка с. Первомайське                    |           |                 |                         |                     |
| 6 | Кризька сільська рада        | с. Кризьке      | с. Кризьке с. Сичівка                                                                          |           |                 |                         |                     |
| 7 | Ліснополянська сільська рада | с. Лісна Поляна | с. Лісна Поляна с. Крупчанське с. Марківське с. Скородна с. Тишківка с. Фартуківка             |           |                 |                         |                     |
| 8 | Просянська сільська рада     | с. Просяне      | с. Просяне с. Лимарівка с. Розсохувате                                                         |           |                 |                         |                     |
| 9 | Сичанська сільська рада      | с. Сичанське    | с. Сичанське с. Бондарне с. Виноградне с. Городище с. Караван-Солодкий с. Крейдяне с. Лобасове |           |                 |                         |                     |

* Примітки: м. — місто, смт — селище міського типу, с. — село, с-ще — селище